# Stachelmohn
Stachelmohn (Argemone) ist eine Pflanzengattung innerhalb der Familie der Mohngewächse (Papaveraceae). Die etwa 32 Arten weisen eine weite Verbreitung in der Neuen Welt auf, davon kommt eine in Hawaii vor.

## Beschreibung

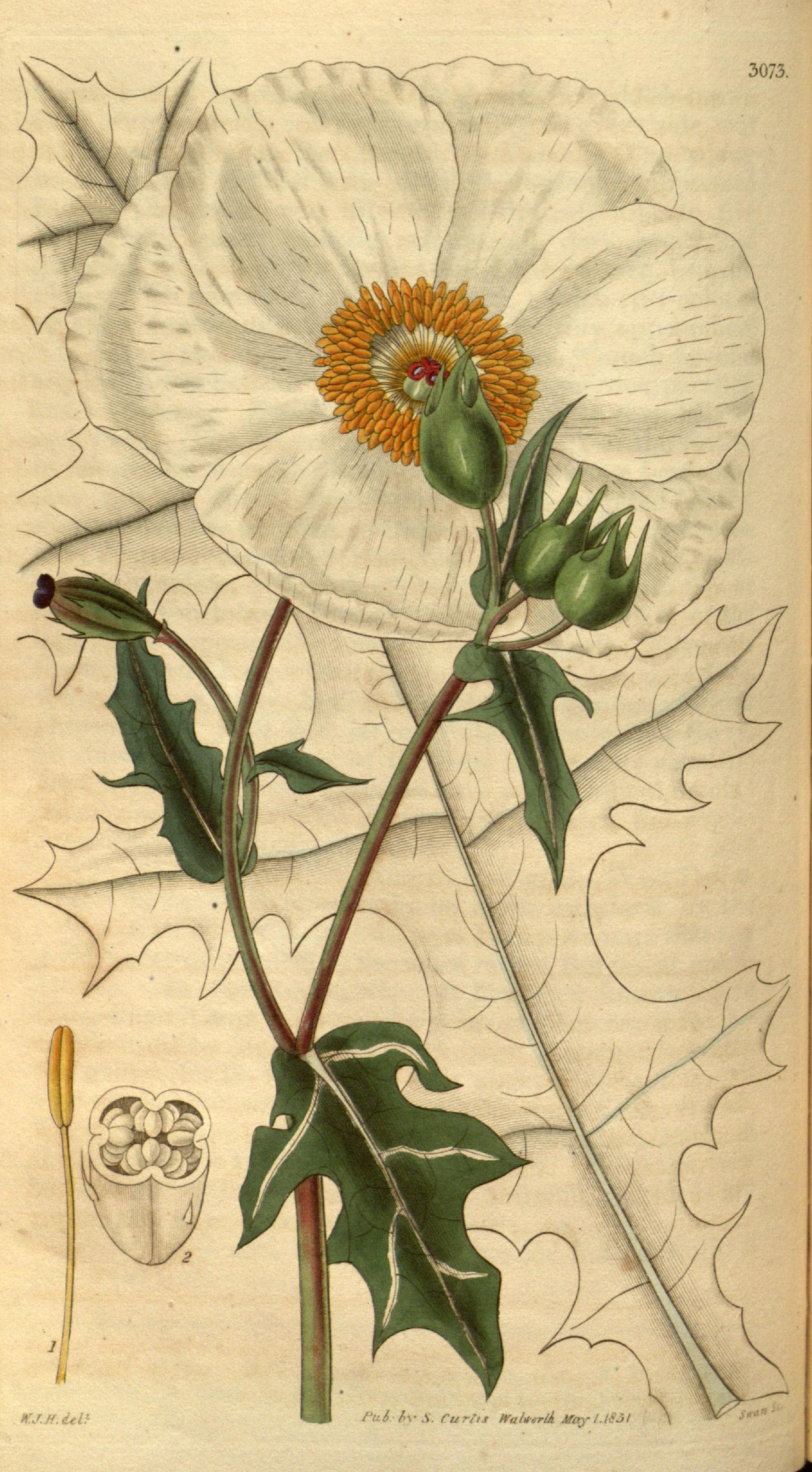
Illustration aus Curtis’s Botanical Magazine, Tafel 3073 des Großblütigen Stachelmohn (Argemone grandiflora)

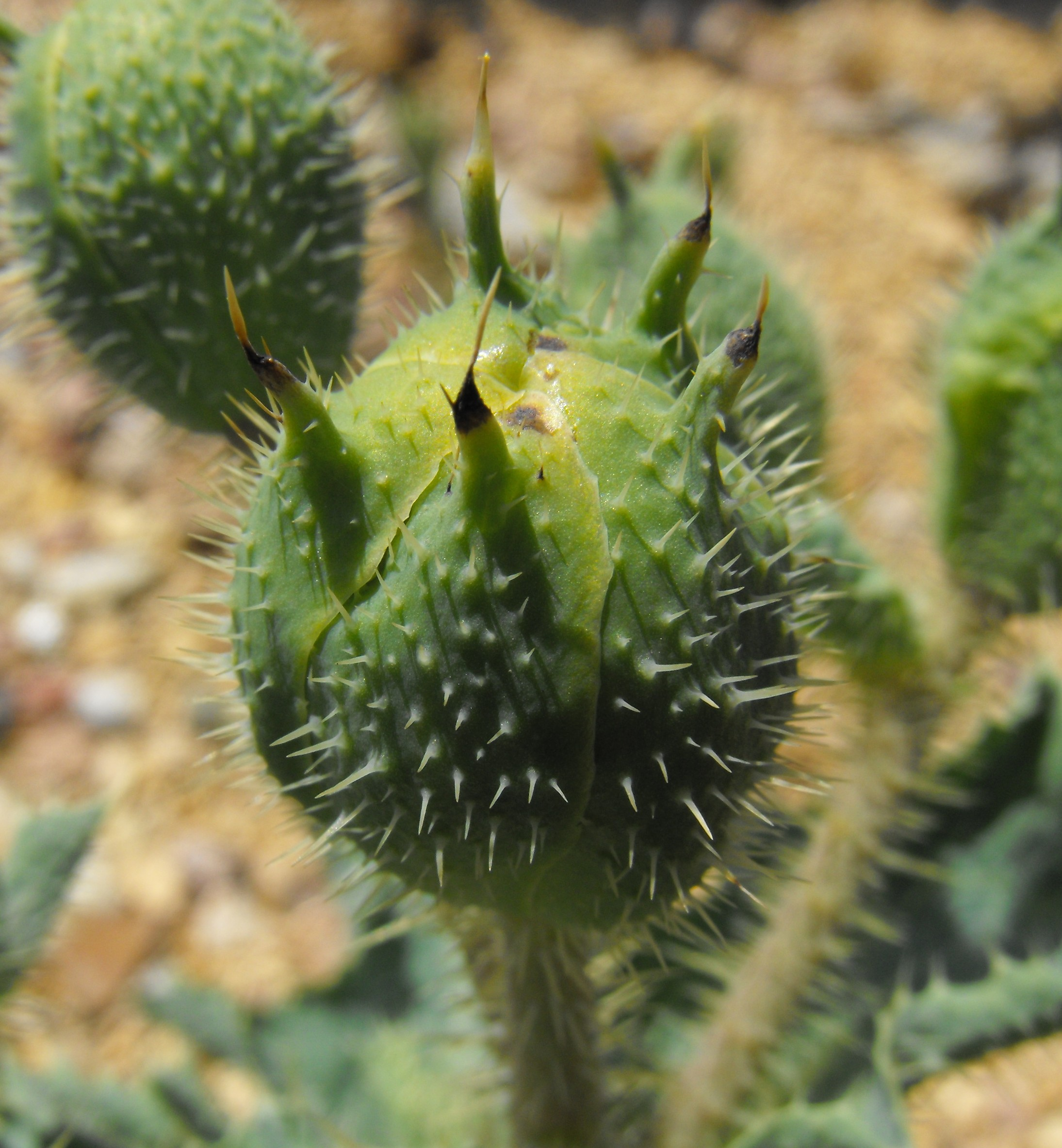
Blütenknospe von Argemone corymbosa mit stacheligen Kelchblättern

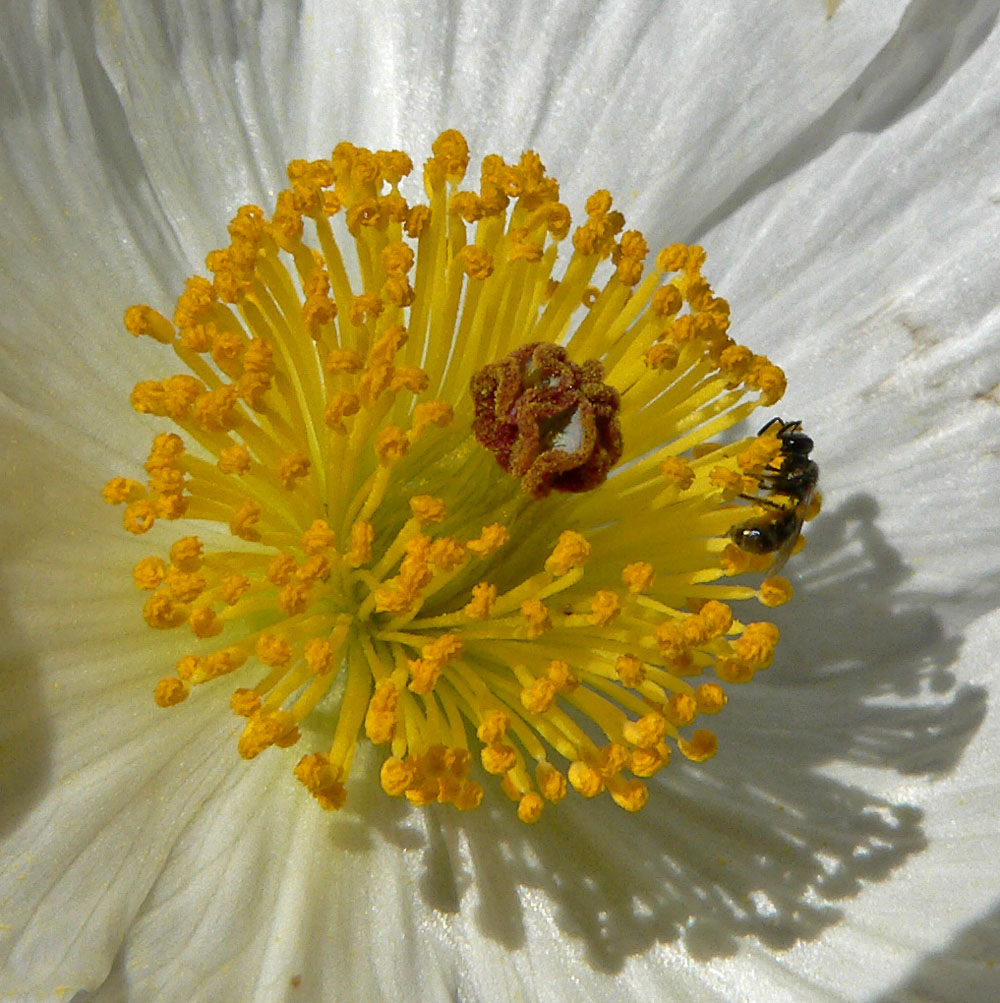
Detail der vielen Staubblätter und des Griffels mit Narben von Argemone munita

### Vegetative Merkmale
Argemone-Arten wachsen als ein- bis zweijährige, monokarpische oder ausdauernde krautige Pflanzen, manche Arten sind Halbsträucher. Die Pflanzenteile führen einen weißen, gelben bis orangefarbenen, bitteren Milchsaft. Es werden Pfahlwurzeln gebildet. Stängel und Laubblätter können bereift sein. Die meist aufrechten und gedrungenen Stängel sind verzweigt und beblättert.
Die wechselständig und spiralig am Stängel verteilt und/oder in einer basalen Rosette angeordneten Laubblätter sind sitzend. Die einfache Blattspreite kann ungelappt oder schwach bis tief gelappt sein. Die Blattränder sind gezähnt und jeder Blattzahn endet in einer Stachelspitze. Die Blattflächen sind oft bereift, oft über die Blattadern hinweg gefleckt und borstig behaart oder kahl; sie können stachelig sein. Nebenblätter fehlen.

### Blütenstände und Blüten
Die Blüten stehen einzeln oder in endständigen zymösen Blütenständen. Es sind Tragblätter vorhanden, manchmal sind sie laubblattartig. Die Blütenknospen sind aufrecht.
Die relativ großen, zwittrigen Blüten sind radiärsymmetrisch mit einer doppelten Blütenhülle. Der Blütenboden ist schmal konisch. Die zwei oder drei freien Kelchblätter besitzen eine hornartige Spitze, können mit Stacheln besetzt sein und fallen beim Öffnen der Blüte ab. Die (selten vier bis) meist sechs Kronblätter stehen in zwei Kreisen. Die Farbe der Kronblätter kann je nach Art von oft orangefarben oder gelb bis gelb-weiß oder weiß, manchmal rosa- bis malvenfarben sein. In den Blütenknospen überlappen sich die Kronblätter dachziegelartig oder sie sind verdreht. Die vielen (20 bis 250 oder mehr) freien, fertilen Staubblätter werden zentripetal gebildet. Die Staubfäden sind fadenförmig oder im oberen Bereich pfriemlich. Die Staubbeutel sind oft länglich, nahe der Basis zweispaltig, nach außen gebogen und nach dem Öffnen gekrümmt. Meist drei bis fünf, selten bis zu sieben Fruchtblätter sind zu einem oberständigen, einkammerigen Fruchtknoten verwachsen, der eiförmig, konisch-eiförmig oder fast elliptisch ist. Es sind viele Samenanlagen vorhanden. Auf dem Fruchtknoten befinden sich gleich viele Griffel wie Fruchtblätter, die Griffel sind kurz bis kaum erkennbar, frei und enden in strahlenförmig angeordneten Narbenlappen.

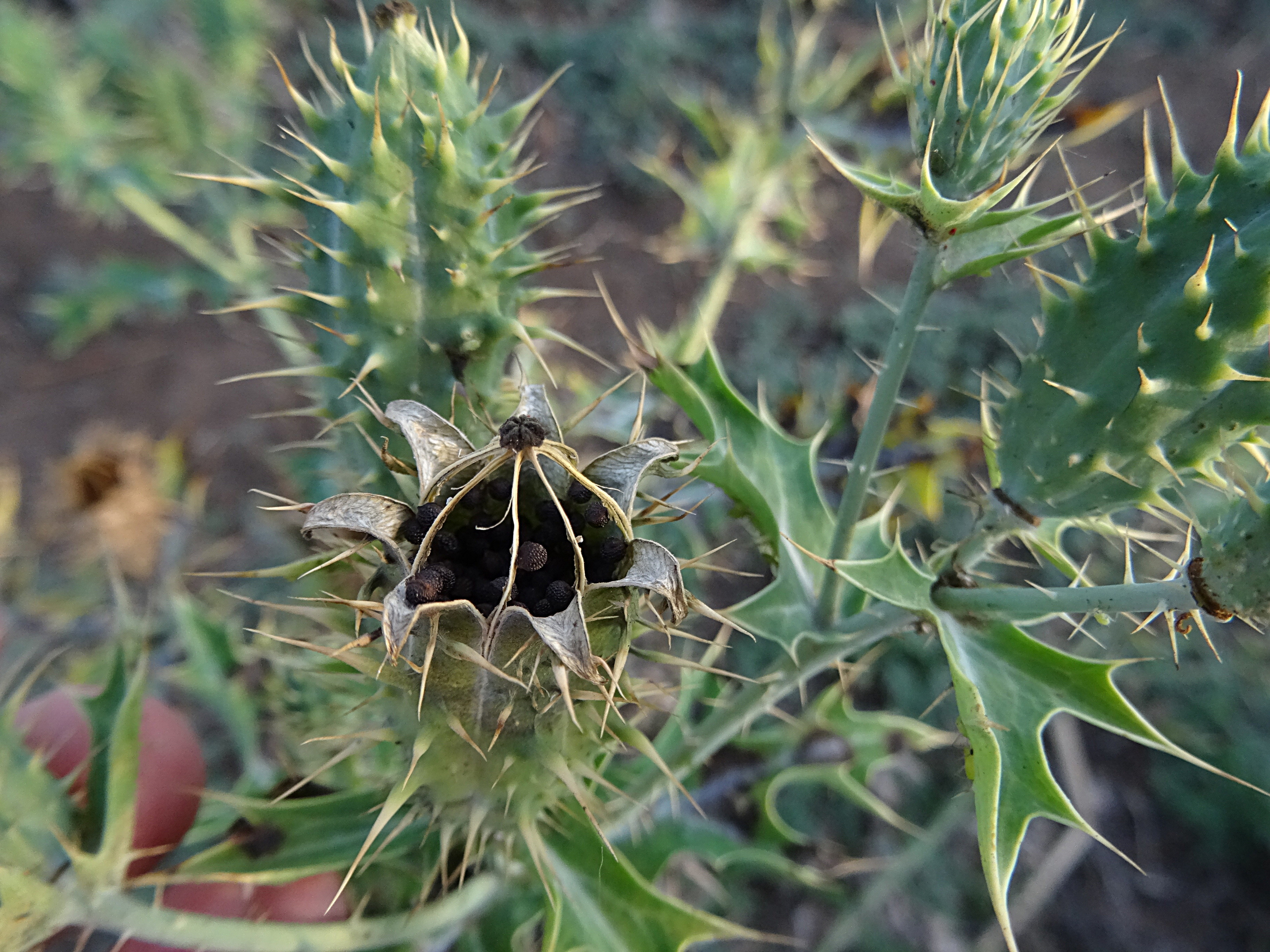
Kapselfrucht und Samen des Mexikanischen Stachelmohns (Argemone mexicana)

### Früchte und Samen
Die aufrecht stehenden, meist stacheligen oder selten kahlen, ellipsoiden Kapselfrüchte besitzen meist drei bis fünf, selten bis zu sieben Fruchtfächer, deren Segmente leicht gelappt sind oder sie öffnen sich vom oberen Ende in Richtung Basis auf meist ein Drittel ihrer Länge, selten weiter, zerteilen sich in eine Art Gerippe, dessen einzelne Elemente mit den Griffeln und Narben verbunden bleiben und enthalten viele Samen. Die fast kugeligen Samen sind winzig genarbt. Es ist ein Arillus vorhanden.

### Chromosomenzahl
Die Chromosomengrundzahl beträgt n = 14. Die meisten krautigen Arten können Hybriden bilden, aber die F1-Generation ist steril, wenn sich die Eltern im Ploidiegrad unterscheiden.

## Ökologie
Die Bestäubung erfolgt durch Insekten (Entomophilie).

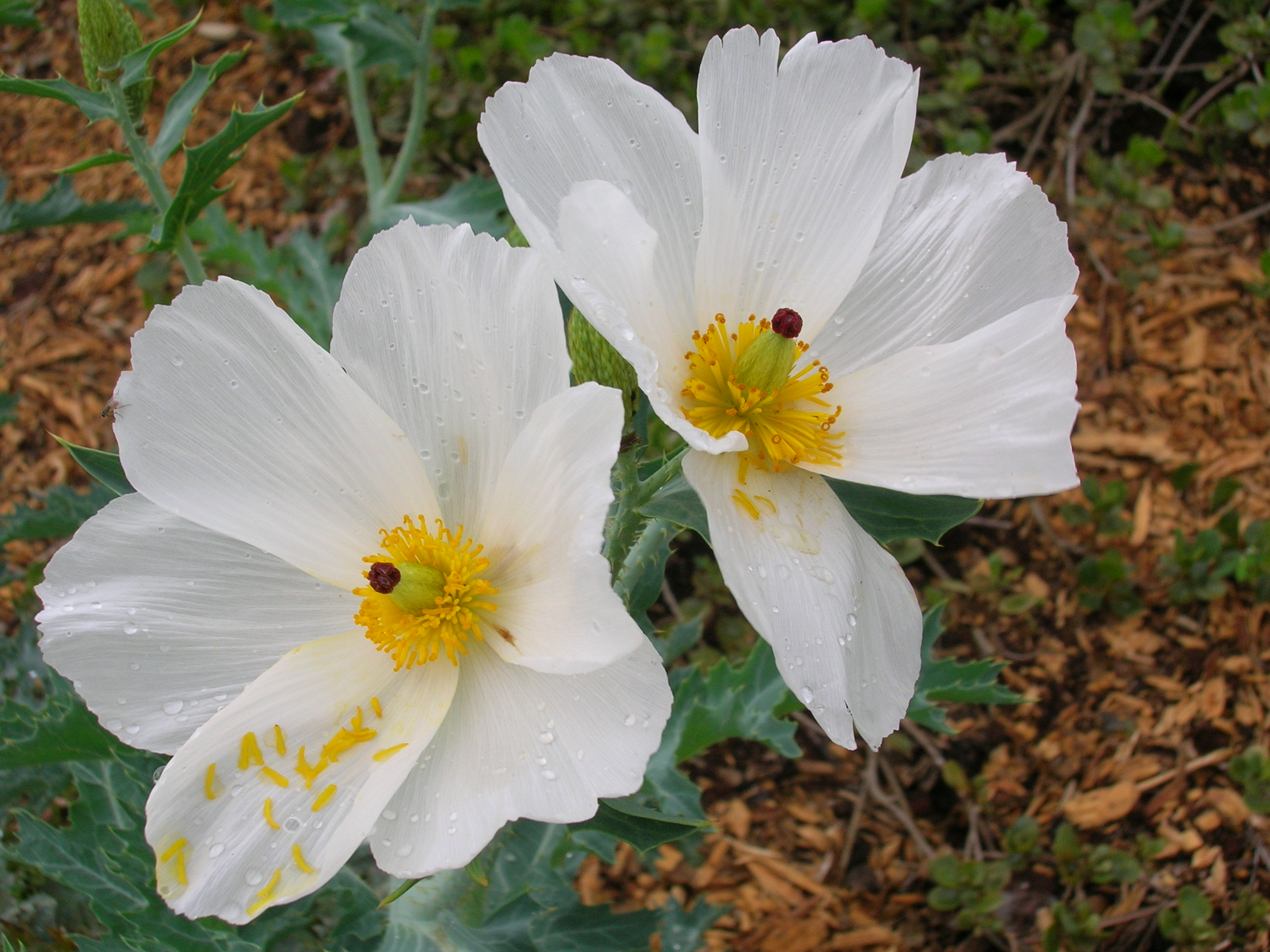
Blüten von Argemone glauca

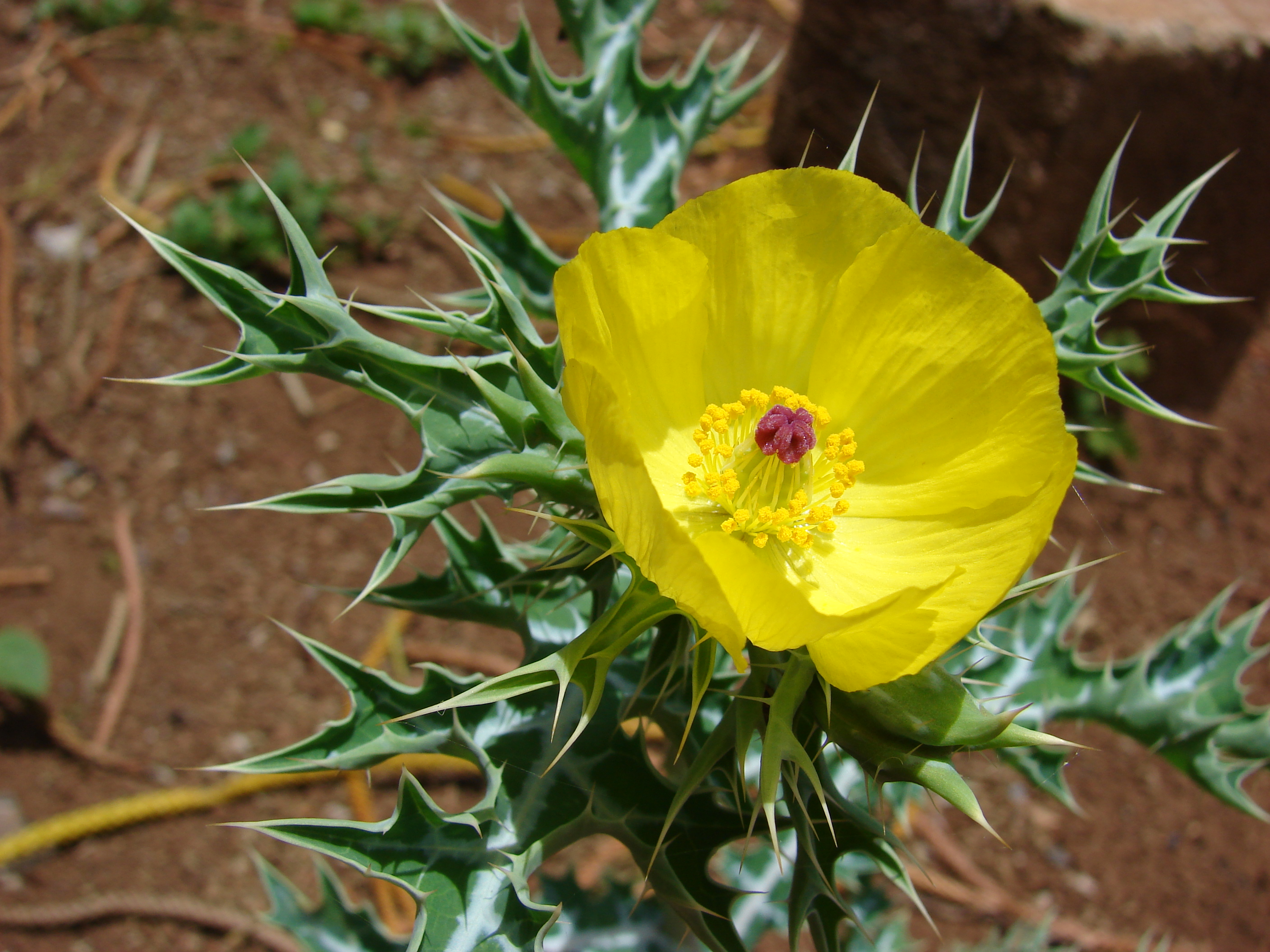
Mexikanischer Stachelmohn (Argemone mexicana)

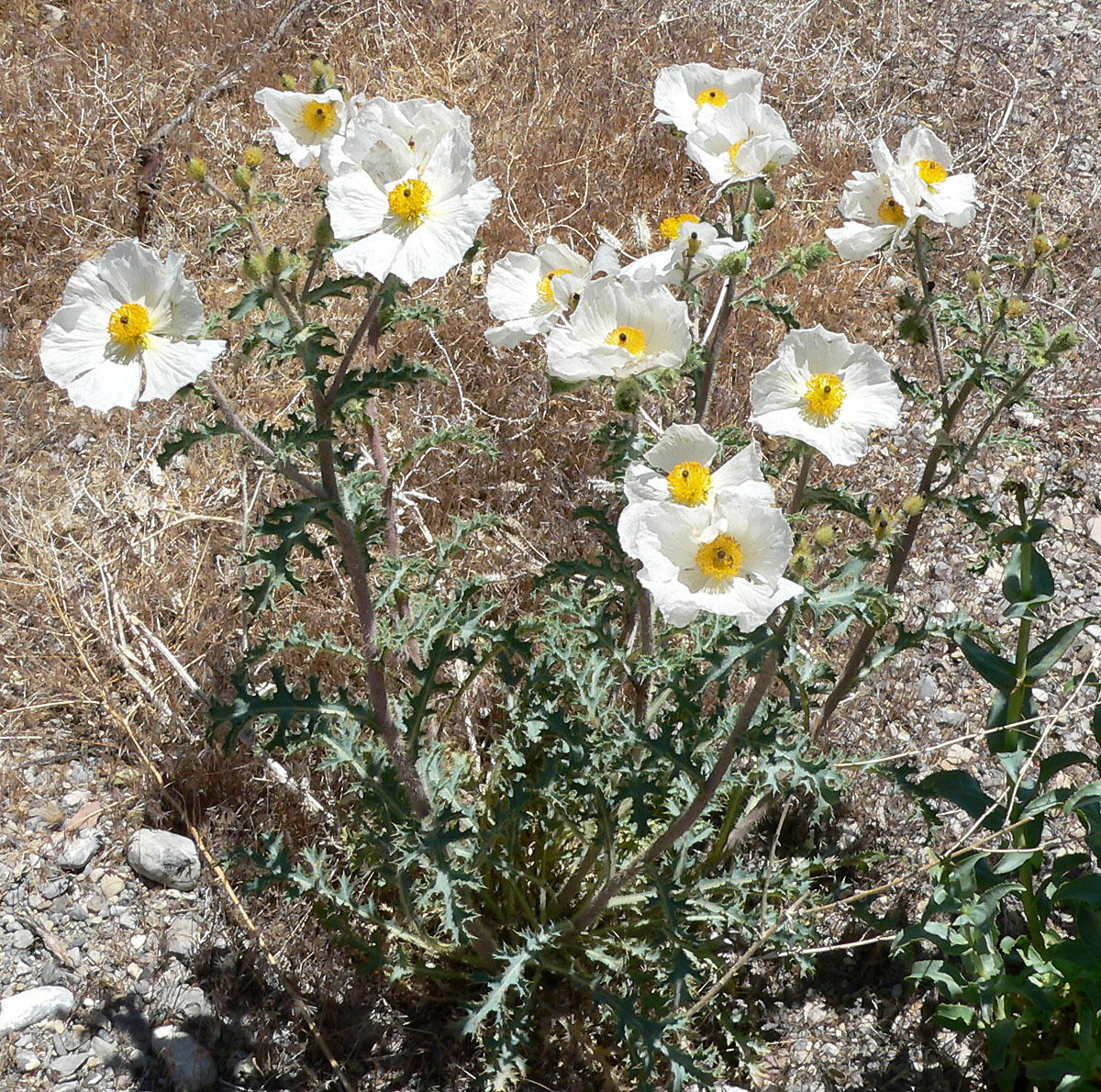
Argemone munita

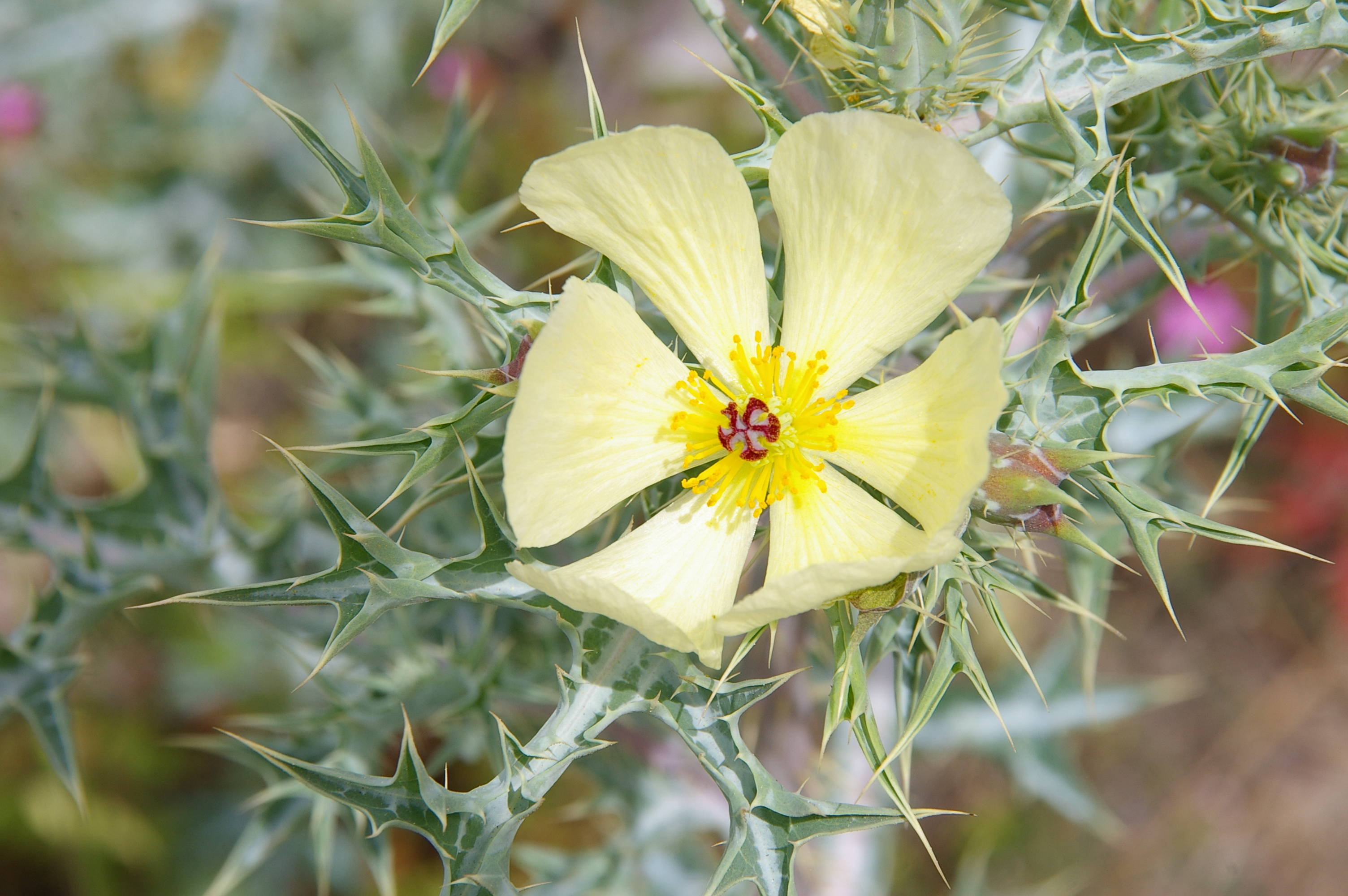
Bleicher Stachelmohn (Argemone ochroleuca)

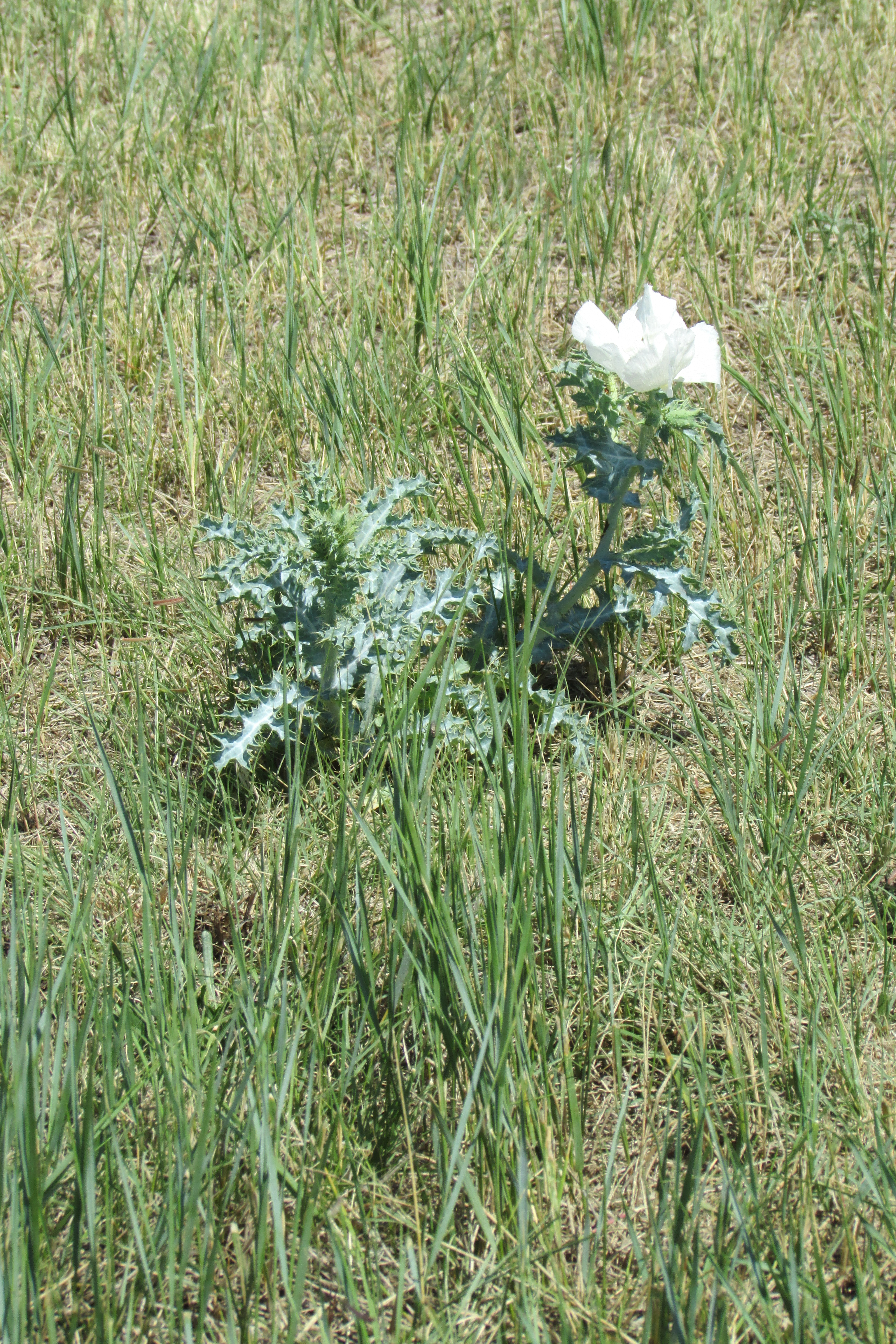
Gehörnter Stachelmohn (Argemone polyanthemos)

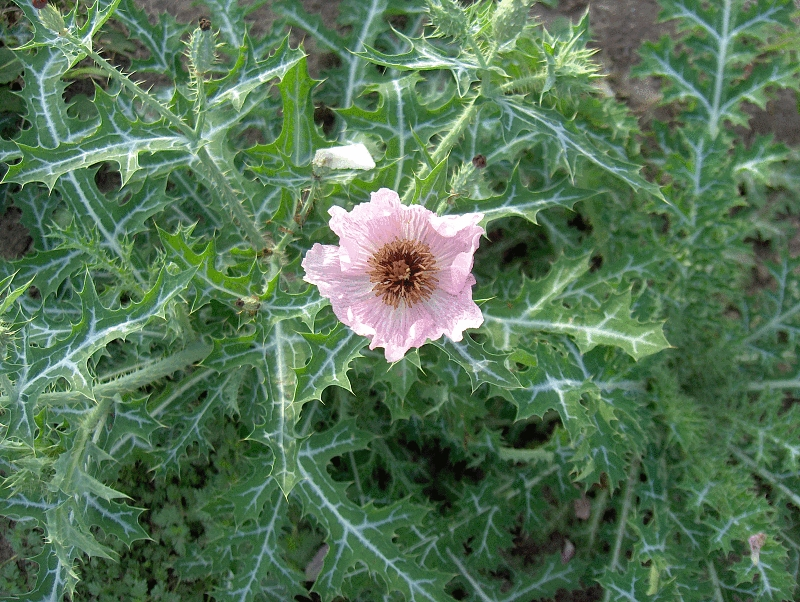
Rötlichweißer Stachelmohn (Argemone sanguinea)

## Systematik und Verbreitung
Die Gattung Argemone wurde 1753 durch Carl von Linné in Species Plantarum, Tomus I, S. 508–509 aufgestellt. Als Lectotypusart wurde 1913 Argemone mexicana L. durch Nathaniel Lord Britton und Addison Brown in An illustrated flora of the northern United States ..., 2. Auflage, vol. 2, S. 138 festgelegt. Synonyme für Argemone L. sind Echtrus Lour. und Enomegra A.Nelson.
Die Gattung Argemone gehört zur Tribus Papavereae in der Unterfamilie der Papaveroideae innerhalb der Familie der Papaveraceae.
Es gibt etwa 32 Arten in der Gattung Argemone, die in der Neuen Welt und in Hawaii (nur die eine Art Argemone glauca) vorkommen:
- Argemone aenea G.B.Ownbey: Sie gedeiht auf trockenen Ebenen und niedrigen Hügeln, an Straßen- und Feldrändern in Höhenlagen von 0 bis 1500 Metern in Texas.[2] In Mexiko kommt sie in den Bundesstaaten Coahuila, Nuevo León und Tamaulipas vor.[2]
- Argemone alba F.Lestib.: Sie kommt in Mexiko und auf Karibischen Inseln vor.[7]
- Weißer Stachelmohn[8] (Argemone albiflora Hornem.): Er kommt mit zwei Unterarten ursprünglich in den südöstlichen Vereinigten Staaten vor.[2]
- Argemone arizonica G.B.Ownbey: Sie gedeiht an steilen Hängen in Höhenlagen von 1000 bis 2000 Metern nur in Arizona.[2]
- Argemone aurantiaca G.B.Ownbey: Sie gedeiht in Feldern sowie auf Weiden und Hügeln in Höhenlagen von 150 bis 500 Metern nur in Texas.[2]
- Argemone chisosensis G.B.Ownbey: Sie kommt in Texas und in den mexikanischen Bundesstaaten Chihuahua sowie Coahuila vor.[2]
- Argemone corymbosa Greene: Die zwei Unterarten kommen in den westlichen USA vor.[2]
- Argemone crassifolia G.B.Ownbey: Sie kommt im südlichen Südamerika vor.[7]
- Argemone echinata G.B.Ownbey: Sie kommt in Mexiko vor.[7]
- Argemone fruticosa Thurber ex A.Gray: Sie kommt in Mexiko vor.[7]
- Argemone glauca (Nutt. ex Prain) Pope: Sie kommt als einzige Art in Hawaii vor.[9]
- Argemone gracilenta Greene: Sie kommt in Arizona und in den mexikanischen Bundesstaaten Sonora sowie Baja California vor.[2]
- Großblütiger Stachelmohn[8] (Argemone grandiflora Sweet): Er kommt in Mexiko vor.[7]
- Argemone hispida A.Gray: Sie gedeiht in Höhenlagen von 1400 bis 2100 Metern in den US-Bundesstaaten Colorado, New Mexico sowie Wyoming.[2]
- Argemone intermedia Sweet: Sie kommt in Mexiko vor.[7]
- Mexikanischer Stachelmohn[8] oder Gemeiner Stachelmohn (Argemone mexicana L.): Er kommt von Kanada über die USA und Mexiko bis Zentralamerika und auf den Karibischen Inseln sowie im westlichen Südamerika in Bolivien, Kolumbien, Ecuador und Peru natürlich vor. Er ist in vielen Gebieten der Welt ein Neophyt.[2]
- Argemone munita Durand & Hilg.: Die vier Unterarten kommen in den westlichen USA und im nordwestlichen Mexiko vor.[2]
- Bleicher Stachelmohn[8] (Argemone ochroleuca Sweet): Er kommt in Arizona und Mexiko vor.[2] Er ist in einigen tropischen bis subtropischen Gebieten der Welt ein Neophyt.[2]
- Breithorniger Stachelmohn[8] oder Riesenblütiger Stachelmohn (Argemone platyceras Link & Otto): Die Heimat ist das südliche Mexiko.[7]
- Argemone pleiacantha Greene: Die etwa drei Unterarten kommen in den US-Bundesstaaten Arizona sowie New Mexico und in den mexikanischen Bundesstaaten Chihuahua sowie Sonora vor.[2]
- Gehörnter Stachelmohn[8] oder Vielblütiger Stachelmohn (Argemone polyanthemos (Fedde) G.B.Ownbey): Er gedeiht in 300 bis 2300 Metern in den US-Bundesstaaten Colorado, Kansas, Montana, Nebraska, New Mexico, North Dakota, South Dakota, Oklahoma, Texas sowie Wyoming; in Utah ist er ein Neophyt.[2]
- Argemone rosea Hook.: Sie kommt im südlichen Südamerika vor.[7]
- Rötlichweißer Stachelmohn[8] (Argemone sanguinea Greene): Er gedeiht auf Küstendünen und im Chaparral in Höhenlagen bis zu 1500 Meter im südlichen Texas und kommt im nordöstlichen Mexiko Coahuila, Durango sowie Nuevo León vor.[2]
- Argemone squarrosa Greene: Die zwei Unterarten kommen in den westlichen USA vor.[2]
- Argemone subalpina A.McDonald: Sie kommt in Mexiko vor.[7]
- Argemone subfusiformis G.B.Ownbey: Sie ist in Südamerika verbreitet.[6][7]
- Argemone subintegrifolia G.B.Ownbey: Sie kommt in Mexiko vor.[7]
- Argemone superba G.B.Ownbey: Sie kommt in Mexiko vor.[7]
- Argemone turnerae A.M.Powell: Sie kommt in Mexiko vor.[7]

## Nutzung
Einige Sorten werden als Zierpflanzen in Parks und Gärten verwendet.
Aus den Samen von Argemone mexicana wird ein Öl gewonnen, das beispielsweise bei der Herstellung von Seife verwendet wird. Die medizinischen Wirkungen von Argemone albiflora und Argemone mexicana wurden untersucht.

## Weiterführende Literatur
- A. E. Schwarzbach, J. W. Kadereit: Phylogeny of prickly poppies, Argemone (Papaveraceae), and the evolution of morphological and alkaloid characters based on ITS nrDNA sequence variation. In: Pl. Syst. Evol., Volume 218, 1999, S. 257–279.